# 1635: Заплутана мережа
«1635: Заплутана мережа» (англ. 1635: The Tangled Web) — роман в жанрі альтернативної історії серії «1632», написаний Вірджинією ДеМарс.
Дві з історій були раніше опубліковані в онлайн-версії The Grantville Gazettes: «Принц і абат» вперше опубліковані в томі 8, а «Поштова станція» — у томі 9. Решта розповідей є оригінальним матеріалом.

## Короткий зміст сюжету
Дія розгортається 1633 року у Фульді і складається з чотирьох взаємопов'язаних історій, які з'єднуються в кінці роману.

### «Князь і абат»
Нові Сполучені Штати Європи (СШЄ) вирішили прийняти повернення Йоганна Бернхарда Шенка фон Швайнсберга як абата Фульди, але абат повинен буде відмовитися від титулу князя. Крім того, йому не дозволять збирати десятину. У Фульді світською владою та збираем податків тепер є СШЄ. Абат дивує Веса Дженкінса, адміністратора Фульди, його спробами переконати монахів дотримуватися нових правил його ордену. Місцеві монахи чинили опір дотриманню цих правил. Навіть імпорт ченців Святого Галла не привернув їх до тридентських доктрин. Незадоволені католицькі змовники в Бонні вирішують полагодити справи у Фульді, в результаті чого вони спочатку розклеюють мерзенні листівки по всьому місту, а потім, щоб викрасти абата та кількох адміністраторів СШЄ, наймають ірландських найманців на чолі з Волтером Леслі.

### «Поштова станція»
У центрі сюжету — Мартін Вакернагель. Як приватний кур'єр Мартін доставляє кореспонденцію та невеликі пакунки маршрутом, що тягнеться від Ґрантвіля до Ґельнгаузена вздовж імперської дороги. Він також здійснює побічні поїздки до Баррактауна та інших місць поблизу свого маршруту. Під час своїх подорожей Мартін час від часу відвідує свою матір, але він неохоче зустрічається з нею. Вона постійно запитує, коли він одружиться, але все не так, як здається. Існує ще один сюжет, що розповідає про пару чотирнадцятирічних підлітків, які працюють на простоюючому мімеографічному верстаті і мимоволі створюють пропагандистський матеріал, що може призвести до місцевих заворушень, які завжди перебувають на задньому плані перших трьох історій.
Третя нитка пов'язана з молодим єврейським хлопцем-підлітком на ім'я Давид, який хотів покинути своє село і побачити світ як листоноша, замість того, щоб бути прив'язаним до свого села небажаною професією і одруженням на пустопорожній дівчині за домовленістю. Всі ці різні нитки розходяться і перетинаються вздовж поштового маршруту Вакернагеля.

### «Щасливий мандрівник»
«Поштова станція» та «Щасливий мандрівник» розповідають історію Мартіна Вакернагеля, приватного кур'єра з регулярним маршрутом. Мартін утримує три окремі домогосподарства з дружиною та дітьми, про яких не знає ні його мати, ні інші його «дружини». Жінка, яку він сподівається зробити своєю четвертою дружиною, є племінницею Клари Бахмайєрін, яка вийшла заміж за Веса Дженкінса в першій історії.

### «Вікно можливостей»
У повісті розглядаються дії Комітету листування Майнца. Бернард Еберхард, капітан герцог шведської армії, відправляється до Фульди генералом Браге спостерігати за взаємодією між адміністраторами СШЄ та абатом фон Швайнсбергом. Бернхард бере своїх братів і своїх колег-членів CoC із собою до Фульди. Він і його брати почали працювати на майора Дерека Утта. Пізніше Утт планує операцію проти ірландських солдатів, які викрали Абата. Він посилає сержанта Гельмута Герке та невелику групу солдатів, щоб визначити місцезнаходження полковників.

## Літературне значення та рецепція
Один рецензент подумав, що перша половина книги була «трохи нудною», оскільки вона описує події, які згадувалися в попередніх книгах, але з іншого сюжету. Що стосується другої половини книги, рецензент сказав, що цей «розділ книги спочатку світлий, а потім стає темним, але це весь свіжий матеріал».
«1635: Заплутана мережа» була включена до списку бестселерів журналу Locus у твердих обкладинках протягом одного місяця протягом 2010 року під номером 5.